# Lóki?
Lóki? é o primeiro álbum solo de Arnaldo Baptista, depois do término da banda Os Mutantes. É considerado um dos discos mais importantes do rock brasileiro e da MPB por alguns críticos. Apesar de sua importância musical ter sido reconhecida pela crítica especializada à época do lançamento, em 1974., teve pouco sucesso de público e baixa vendagem. A obra passou a ser tida como relevante na historia da música brasileira a partir dos anos 90 do século XX, na esteira do reconhecimento d´Os Mutantes por figuras da música pop internacional, como Kurt Cobain e Sean Lennon. E inspirou o título do principal documentário biográfico do autor, Loki - Arnaldo Baptista, lançado em 2008.

## História
Foi lançado em 1974 depois da saída de Arnaldo Baptista de Os Mutantes e do término de seu casamento com Rita Lee, que dividia com ele o núcleo criativo da banda. Arnaldo vivia um recesso depressivo, em um sítio em São Paulo, e conseguiu fazer o disco a partir de uma iniciativa da gravadora Polygram que, apesar de considerar incerto o sucesso da obra, apostou em lançá-la por considerar Baptista um artista criativo. É considerado um dos melhores álbuns dos anos 70.
Nesse álbum Arnaldo Baptista realiza algumas de suas composições mais inspiradas e melancólicas, no que seria uma espécie de último lampejo criador precedendo a derrocada psiquiátrica de que até hoje padece e que já então se anunciava de forma evidente. Uma clara evidência da tênue linha existente entre loucura e genialidade.
A enorme gama de estruturas melódicas e harmônicas explorada ao longo das faixas mostra o Arnaldo bossanovista ("Cê Tá Pensando que Eu Sou Lóki?"); o Arnaldo roqueiro ("Será que Eu Vou Virar Bolor?"); e até mesmo o compositor jazzístico-progressivo, como na inusitada "Honky Tonky".
O disco teve a participação dos ex-mutantes Rita Lee, Liminha e Dinho Leme, além dos arranjos de Rogério Duprat nas faixas "Cê Tá Pensando que Eu sou Loki?" e "Uma Pessoa Só". É um disco que, curiosamente, usa o rock, mas ignora a guitarra. Com efeito, o guitarrista Sérgio Dias Baptista, irmão caçula de Arnaldo e guitarrista de Os Mutantes, é o único membro da banda que não atua em Loki.
Em 2007, o álbum foi eleito pela revista Rolling Stone como o 34º melhor na lista dos 100 maiores discos da música brasileira pela Rolling Stone Brasil, à frente de obras mais lembradas, como Falso Brilhante, de Elis Regina, e Milagre dos Peixes, de Milton Nascimento.
A capa do disco traz duas imagens sobrepostas do corpo de Arnaldo e coladas sobre um fundo de estrelas. Ele aparece sem camisa, segurando uma arma de chumbinho e uma cinta de balas. A imagem do cantor foi registrada no alpendre de sua casa na Serra da Cantareira. Na contracapa, há uma imagem de uma estátua de anjo que ele comprou em um cemitério.

## Faixas
Todas as faixas escritas e compostas por Arnaldo Baptista, exceto onde indicado. 
| Lado A |                                    |                                                       |         |  |
| N.º    | Título                             | Compositor(es)                                        | Duração |  |
| 1.     | "Será Que Eu Vou Virar Bolor?"     |                                                       | 3:50    |  |
| 2.     | "Uma Pessoa Só"                    | Arnaldo Baptista / Dinho Leme / Liminha / Sérgio Dias | 4:00    |  |
| 3.     | "Não Estou nem Aí"                 |                                                       | 3:20    |  |
| 4.     | "Vou Me Afundar na Lingerie"       |                                                       | 3:25    |  |
| 5.     | "Honky Tonky (Patrulha do Espaço)" |                                                       | 2:15    |  |

| Lado B         |                                   |         |  |
| N.º            | Título                            | Duração |  |
| 1.             | "Cê Tá Pensando Que Eu Sou Lóki?" | 3:25    |  |
| 2.             | "Desculpe"                        | 3:10    |  |
| 3.             | "Navegar de Novo"                 | 5:30    |  |
| 4.             | "Te Amo Podes Crer"               | 2:50    |  |
| 5.             | "É Fácil"                         | 1:55    |  |
| Duração total: | Duração total:                    | 33:40   |  |

## Músicos
- Arnaldo Baptista: piano, órgão, clavinet, sintetizador, violão de 12 cordas em "É Fácil" e vocal
- Liminha: baixo
- Dinho Leme: bateria
- Sérgio Kaffa: baixo em "Desculpe"
- Rita Lee: backing vocals em "Não Estou Nem Aí" e "Vou Me Afundar na Lingerie"

## Ficha Técnica
- Gravado em 16 canais no estúdio Eldorado
- Produzido por: Roberto Menescal e Marco Mazzola
- Arranjos de orquestra: Rogério Duprat